# Tarot (groupe)
Pour les articles homonymes, voir Tarot (homonymie).
Tarot est un groupe de heavy metal finlandais, originaire de Kuopio. Il est formé dans les années 1980 par Zachary et Marco Hietala, ce dernier étant également le bassiste attitré de Nightwish de 2001 à 2021.

## Biographie
Les frères Hietala forment Tarot en 1982 ou 1983. Initialement appelé Purgatory, le groupe devient Tarot après la signature avec une maison de disques. Le single Wings of Darkness et leur premier album Spell of Iron voient le jour en 1986. Un second single en 1987 et un second album en 1988 y succèdent. Puis un long break de cinq ans est entamé jusqu’en 1993, année au cours de laquelle sort l’album To Live Forever puis Stigmata en 1995 qui obtiennent un gros succès au Japon. Par suite d'un calendrier trop chargé, le cinquième album For the Glory of Nothing ne sort qu’en 1998.
Marco rejoint Conquest, Sinergy puis Nightwish en 2002. Il chante quelques titres sur l’album Virtuocity’s Secret Visions et les claviers interprétés par Janne Tolsa font plus nettement leur apparition. Tarot signe un nouveau contrat avec Spinefarm et l’album Suffer our Pleasure sort en 2003.
Au printemps 2006, l'ancien label de Tarot, Bluelight Records, publie les six premiers albums du groupe remasterisés et accompagnés de pistes bonus, de démos exclusives, de lives et de versions spéciales de leurs chansons et reprises. La collection obtient un tel engouement que le groupe publie un nouveau single en mai 2006 intitulé You, qui atteint la première place des classements finlandais, une première pour le groupe. En fin d'année 2006, le groupe signe au label KingFoo Entertainment, et Nuclear Blast se charge de la distribution dans le reste de l'Europe. Ils sortent l'album Crows Fly Black, en octobre 2006, soit après une pause de trois ans pendant laquelle Marco Hietala s'investit davantage avec Nightwish. Tarot consacre l'année 2007 à une tournée en Europe (Earthshaker Roadshock Tour). Le 11 juin 2008, Tarot publie son premier DVD live, Undead Indeed. Filmé et enregistré le 17 août 2007 au club Rupla de Kuopio, avec le réalisateur Harri Mielonen, le DVD atteint la deuxième position des meilleures ventes de DVD en Finlande.
Leur nouvel album, Gravity of Light est publié en Finlande le 10 mars 2010, en Europe le 23 avril 2010, au Royaume-Uni le 26 avril 2010, et aux États-Unis le 8 juin 2010. L'album atteint la deuxième place des classements finlandais.

## Membres

### Membres actuels
- Marco Hietala – chant, basse, guitare acoustique (depuis 1982)
- Zachary Hietala – guitare (depuis 1982)
- Janne Tolsa – claviers (depuis 1988)
- Tommi « Tuple » Salmela – chœurs, échantillonneur (depuis 2006)

### Anciens membres
- Mako H - guitare (1982–1988)
- Pecu « Spede » Cinnari – batterie (depuis 1982) † 10/09/2016

## Discographie

### Albums studio
- 1986 : Spell of Iron
- 1988 : Follow Me into Madness
- 1993 : To Live Forever
- 1995 : Stigmata
- 1998 : For the Glory of Nothing
- 2003 : Suffer Our Pleasures
- 2006 : Crows Fly Black
- 2010 : Gravity of Light
- 2011 : The Spell of Iron MMXI

### Compilation
- 2006 : You (single)